# Терічень (Прахова)
Терічень, Терічені (рум. Tăriceni) — село у повіті Прахова в Румунії. Входить до складу комуни Ширна.
Село розташоване на відстані 41 км на північ від Бухареста, 16 км на південь від Плоєшті, 99 км на південь від Брашова.

## Населення
За даними перепису населення 2002 року у селі проживали 2122 особи. Усі жителі села рідною мовою назвали румунську.
Національний склад населення села:
| Національність | Кількість осіб | Відсоток |
| -------------- | -------------- | -------- |
| румуни         | 2113           | 99,6%    |
| цигани         | 9              | 0,4%     |